# Folketingswahl 1945
- Kommunisten (K): 18
- Sozialdemokraten (A): 48
- Sozialliberale (B): 11
- Gerechtigkeitsbund (E): 3
- Färöer: 1
- Liberale Partei (V): 38
- Konservative (C): 26
- Dänische Vereinigung (R): 4

Die Folketingswahl 1945 war die 43. Wahl zum dänischen Parlament Folketing. Sie fand am 30. Oktober 1945 statt, außer auf Färöer, wo erst am 20. November 1945 gewählt wurde. Bei der Wahl wurden 148 Abgeordnete des Folketings gewählt. Wahlsieger waren die Sozialdemokraten mit 48 Sitzen.

## Ergebnis
| Partei            | Stimmen   | Prozent | Mandate |
| ----------------- | --------- | ------- | ------- |
| Sozialdemokraten  | 671.755   | 32,8    | 48      |
| Liberale          | 479.158   | 23.4    | 38      |
| Konservative      | 373.688   | 18,2    | 26      |
| Kommunisten       | 255.236   | 12,5    | 18      |
| Radikale Venstre  | 167.073   | 8,1     | 11      |
| Dansk Samling     | 63.760    | 3,1     | 4       |
| Retsforbundet     | 38.459    | 1,9     | 3       |
| Unabhängige       | 55        | 0       | 0       |
| ungültige Stimmen | 6.131     |         |         |
| Insgesamt         | 2.055.315 | 100     | 148     |

## Parteien und Kandidaten
Die Sozialdemokraten führte Hans Hedtoft als Spitzenkandidat an. Trotz der meisten Wählerstimmen konnte er nicht zum Regierungschef (Staatsminister) gewählt werden, da die Liberalen im Anschluss an die Wahl mit Unterstützung der anderen Parteien (außer Kommunisten) eine Minderheitsregierung bildeten.
Die Liberalen gingen mit Knud Kristensen als Spitzenkandidaten in die Wahlen und konnten trotz einer geringeren Zahl an Stimmen als die Sozialdemokraten im Anschluss mit Kristensen den Regierungschef Dänemarks stellen.
Die Konservativen gingen mit dem amtierenden Außenminister John Christmas Møller an ihrer Spitze ins Rennen.
Die Kommunisten gingen mit Aksel Larsen als Spitzenkandidat ins Rennen und erreichten mit 18 Sitzen die Rückkehr in das dänische Landesparlament, aus dem sie aufgrund des Verbots der Tätigkeit der KP im von Deutschland besetzten Dänemark vom 22. August 1941 verschwunden waren. Diese 18 Sitze stellen zudem das beste Wahlergebnis der Kommunisten bis zum heutigen Tag dar.